# Grève du lait

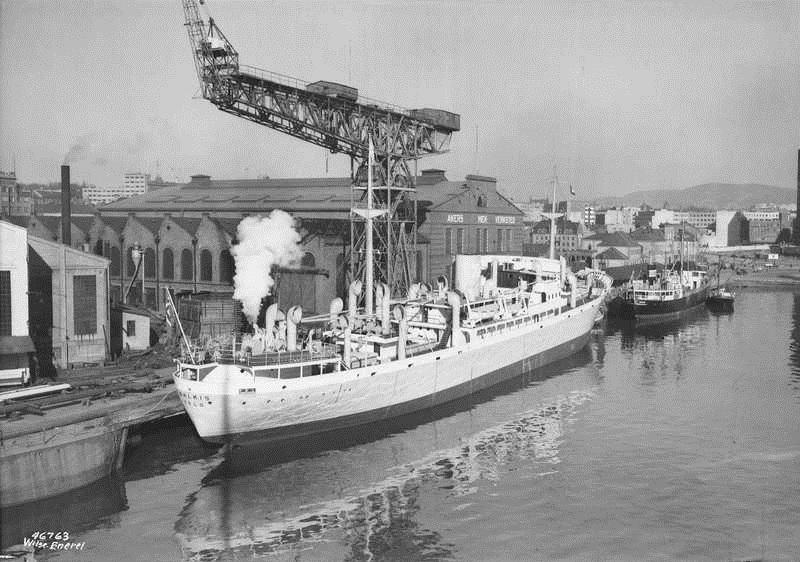
Atelier mécanique d'Aker, navire Balkis, navire Vardø, Vestbanestasjonen.

La grève du lait (melkestreiken en norvégien) est une grève qui touche la ville d'Oslo les 8 et 9 septembre 1941, alors que la Norvège se trouve sous occupation allemande.
Le lundi 8 septembre, les ouvriers de plusieurs usines d'Oslo apprennent en arrivant sur leur lieu de travail que leurs rations de lait quotidiennes ont été supprimées. Ils se mettent aussitôt en grève pour protester contre cette suppression. Le mouvement s'étend à toute la ville dès le lendemain.
Les forces d'occupation allemandes du Reichskommissar Josef Terboven décrètent l'état d'urgence. Plusieurs centaines de sympathisants travaillistes sont arrêtés et torturés, dont vingt-huit leaders syndicaux. Deux d'entre eux, Viggo Hansteen et Rolf Wickstrøm, sont exécutés le 10 septembre. Après la grève, le principal syndicat du pays, LO, est placé sous la coupe de membres du Nasjonal Samling, le parti de collaboration norvégien, de même que plusieurs organisations économiques et le rectorat de l'université d'Oslo.
La répression sanglante de la « grève du lait » marque le début d'une deuxième phase de l'occupation allemande, plus violente que la précédente.